# Selva Mazatzal
La selva Mazatzal es un área silvestre de aproximadamente 390 millas cuadradas (1000 km²) localizada en el condado de Gila y Yavapai, en el estado de Arizona, Estados Unidos. La selva se encuentra dentro del Bosque nacional del Tonto y el Bosque Nacional Coconino. La ciudad de Payson se encuentra al este y el Río Verde se encuentra al oeste. Durante el verano, las temperaturas en la selva a menudo superan los 110 °F (43 °C).
La altitud varía desde 2100 pies (640 m) a lo largo del río hasta 7903 pies (2409 m) en el pico Mazatzal. La flora varía desde los arbustos del desierto en las elevaciones inferiores a las plantas de pastizal a manzanita, roble vivo, y otros arbustos de montaña.
Cerca de 240 millas (390 km) de senderos cruzan todo el territorio. Estos incluyen el Camino del Río Verde, que sigue el río por cerca de 28 millas (45 km) y el Camino Divide Mazatzal, que corre de norte a sur por cerca de 29 millas (47 km).
La selva está protegida por el Servicio Forestal de los Estados Unidos.